# Santpere
El Santpere és una muntanya de 753 metres que es troba al municipi de Vallfogona de Riucorb, a la comarca catalana de la Conca de Barberà.
Al cim podem trobar-hi un vèrtex geodèsic (referència 267118001).